# Псилоцибе полуланцетовидная
Псило́цибе полуланцетови́дная (лат. Psilócybe semilanceáta) — вид грибов семейства строфариевых (Strophariaceae). Обладает психоактивными веществами — псилоцином и псилоцибином. Входит в группу галлюциногенных грибов, а также психоделиков, так как после приёма грибов внутрь, приводит человека к измененному состоянию сознания.
 Согласно российской классификации относится к ядовитым грибам,
Научные синонимы:
- Agaricus semilanceatus Fr., 1818 basionym.
- Panaeolus semilanceatus (Fr.) J.E. Lange, 1936.

## Описание
Шляпка размерами от 5 до 20 мм, её высота в полтора раза больше ширины, форма колокольчатая или коническая, раскрывается до полураспростёртой, на верхушке бугорок, который бывает очень острым, реже более округлой формы. Край может быть бороздчатый и подвёрнутый внутрь шляпки, при высыхании бороздки становятся незаметными. Кожица гладкая, слизистая, снимается со шляпки, особенно легко у молодых экземпляров. Цвет тёмно-коричневый с оливковым оттенком, в сухую погоду становится светлым, бежевым или соломенно-коричневым.
Мякоть очень тонкая, кремовых или светло-жёлтых оттенков, вкус отсутствует(пресный,грибной) или неприятный, запах слабый, травянистый или плесневый.
Ножка тонкая и длинная, высотой 4—10 см и диаметром 2—3 мм, полая, часто волнисто-изогнутая(вплоть до спиралевидной формы), с корневидным выростом, прочная, эластичная. Поверхность от белого до светло-жёлтого цвета, внизу часто синеватая, гладкая или с чешуйками в начале.
Пластинки относительно редкие, узкоприросшие, сначала серые или охристые, при созревании становятся фиолетово-коричневыми, почти чёрными, с белым краем.
Остатки покрывал незаметны.
Споровый порошок тёмно-бурый или фиолетово-чёрный, споры 13 × 8 мкм, эллипсоидальные, с порой.
Содержание псилоцибина в данном виде грибов варьируется от 0,2 % до 2,37 % веса высушенного гриба и различается в зависимости от периода плодоношения и места произрастания.

## Экологияи распространение
Предпочитает расти среди травы: на пастбищах или неплодородных лугах, полянах, во влажных местах, на кочках, на орошаемых поверхностях (является микоризообразующим грибом). Вид космополитичен, широко распространён в умеренной и субарктической зонах Северного полушария.
Сезон конец августа — начало ноября, пик сезона приходится на конец сентября — октябрь. Массово гриб начинает расти, когда ночная температура падает до +5 C°.
P. semilanceata, как и все другие виды рода Psilocybe, является сапробным грибом, что означает, что он получает питательные вещества, разлагая органические вещества. Гриб также связан с осоками во влажных областях полей и, как полагают, питается разлагающимися остатками корней. Как минимум одно исследование демонстрирует связь P. semilanceata с корнями злаковых Agrosiis tenuis, Poa annua, а также двудольного Lolium perenne.

## Действие
Основными психоактивными веществами в псилоцибе полуланцетовидной являются вещества из группы триптаминов — псилоцибин и псилоцин, которые оказывают психоделическое действие. Употребление их вызывает галлюцинации и психотическое состояние, которое может сопровождаться эйфорией или же депрессией, иногда с тягой к самопознанию. В псилоцибе полуланцетовидной содержатся также их ближайшие родственники беоцистин и норбеоцистин (их концентрация невысока, а воздействие слабо изучено) и довольно известное вещество диметилтриптамин (его концентрация микроскопична[уточнить].

### Использование в медицинских целях
В университете Джонса Хопкинса профессор психиатрии и нейрофизиологии Роналд Гриффитс (Ronald R. Griffiths) провёл изучение псилоцибина на 36 добровольцах. Исследовалось как его психофизиологическое влияние на здоровье, так и устранение симптомов различных психических расстройств в тех случаях, когда традиционные методы лечения (фармакотерапия, психотерапия) не принесли результатов. Испытуемые в результате эксперимента показали улучшение как физического, так и психического состояния, подтверждающегося их родственниками, ничего не знавшими об эксперименте. Примерно треть участников эксперимента испытывали непреодолимый страх, а у пятой части были приступы паранойи прямо во время сеанса, что курировалось наблюдением опытного медицинского персонала. В общем, предварительный отбор добровольцев и их психологическая подготовка позволяют свести к минимуму нежелательные побочные эффекты, и, по мнению исследователей, психоделики можно будет опробовать как лекарство в таких состояниях, как аномальное пищевое поведение, сексуальные и личностные расстройства, адаптационные нарушения, депрессия.

## Законодательные ограничения
Согласно перечню наркотических средств, плодовое тело любого вида грибов, содержащих псилоцибин и (или) псилоцин считается наркотическим средством и запрещено к обороту на территориях множества стран. Реализация плодовых тел псилоцибе полуланцетовидной запрещены и в некоторых других странах. Тем не менее, методы извлечения псилоцибина изучаются с 1985 года. В связи с возросшим к ним интересом, вопрос легализации "волшебных" грибов очень скоро может подняться в англоязычных странах.